# Naprzód Lipiny

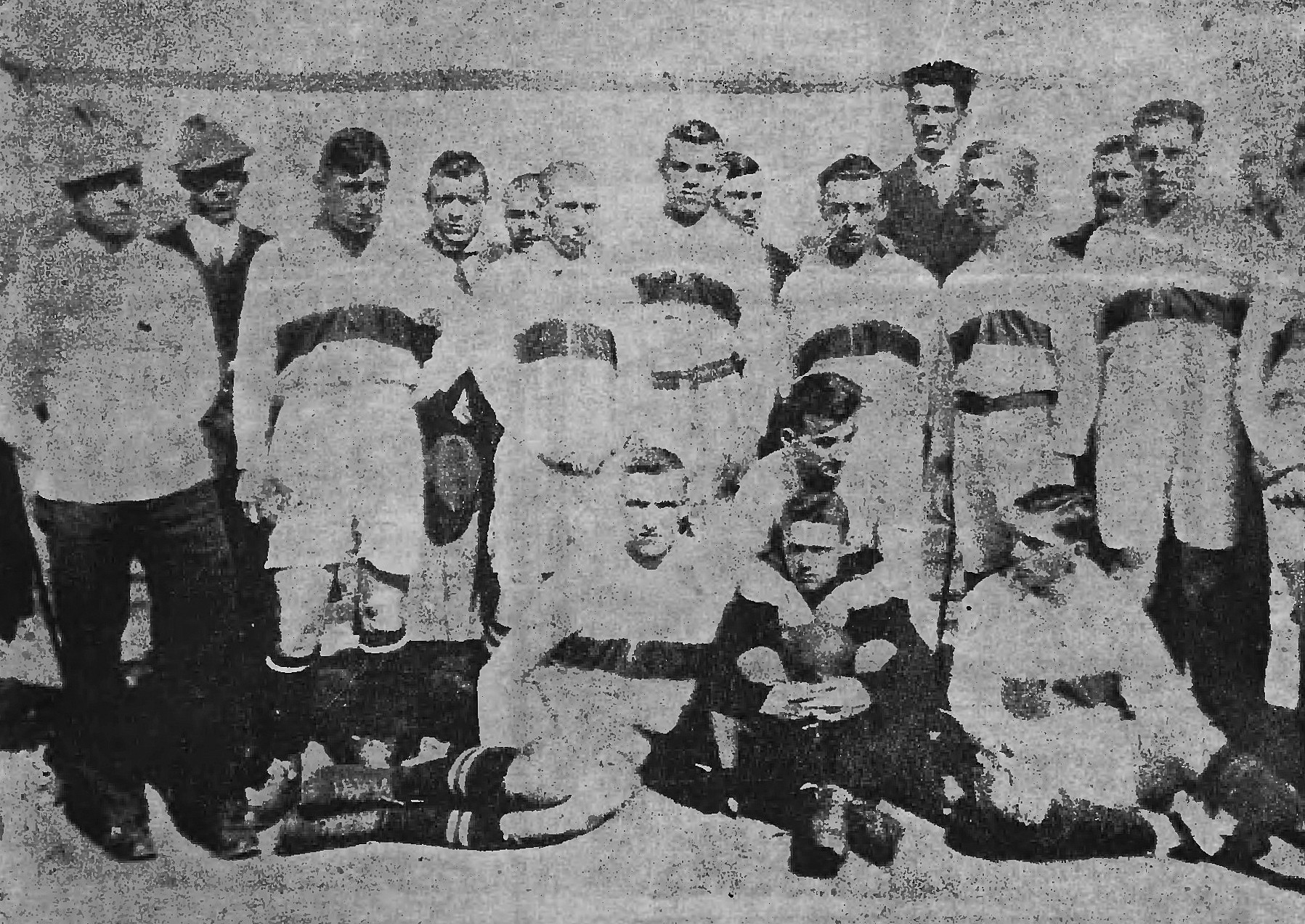
Naprzód Lipiny (1921)

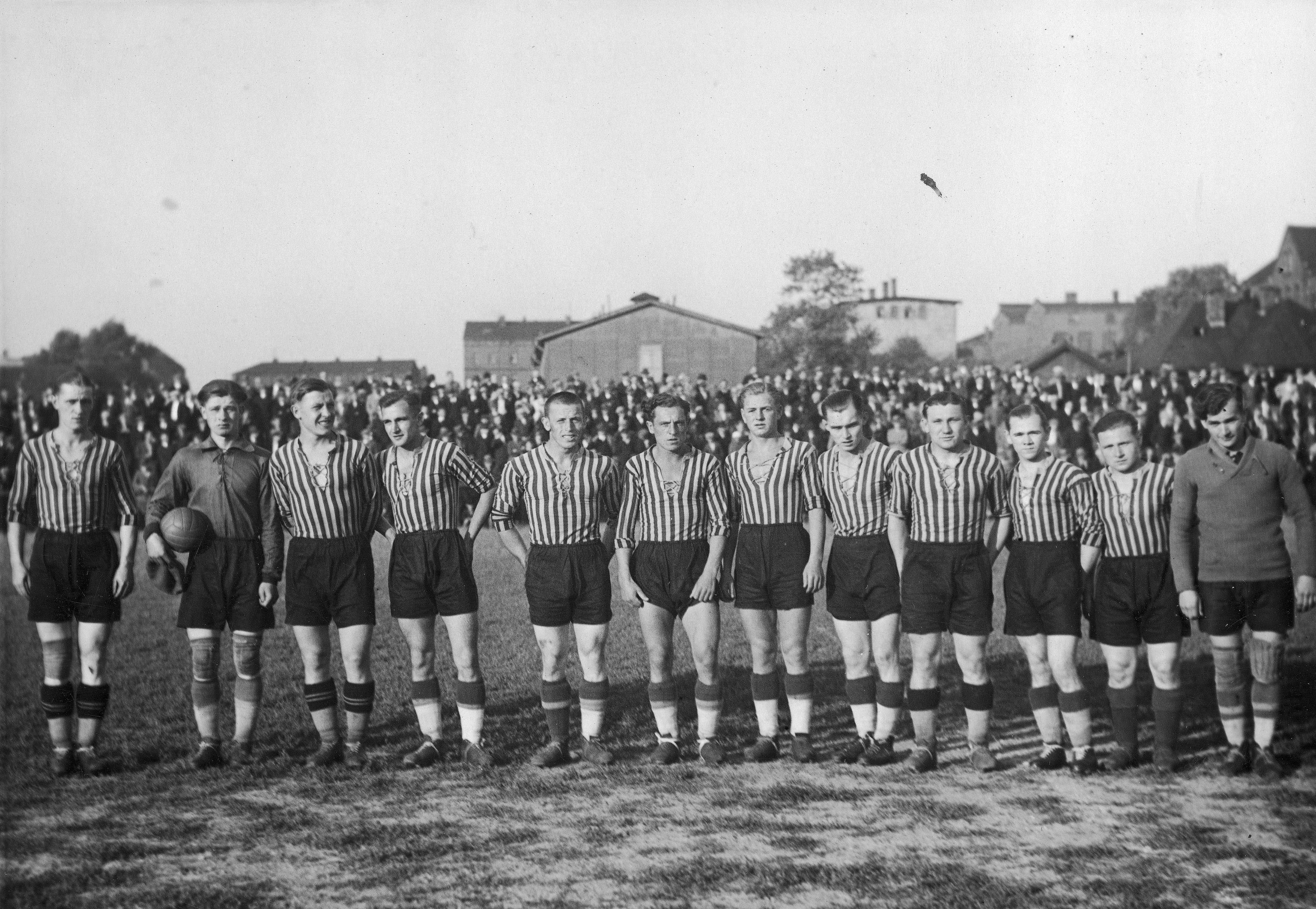
Naprzód Lipiny, mistrz Śląskiego OZPN (11.07.1937). Stoją od lewej: R.Piec I, A.Kolender, J.Piec II, R.Stanowski, J.Teuber, L.Kandela, Halemba, A.Kłosek, E.Michalski, J.Woźniok, J.Szumilas, rezerwowy bramkarz.

ŚKS Naprzód Lipiny – polski klub piłkarski z siedzibą w Świętochłowicach, założony 3 marca 1920, w sezonie 2024/2025 grający w klasie A, grupie Katowice.
W latach 1923–1939 w skład klubu wchodziła również sekcja bokserska, z której wywodzi się trzykrotny mistrz Polski (1931, 1932, 1933) – Jerzy Rudzki. Ponadto w latach 1945–1964 w ramach klubu funkcjonowała sekcja tenisa stołowego, której sukcesami były Drużynowe Mistrzostwa Polski w 1947, 1948 i 1950.

## Historia
Klub utworzono 3 marca 1920 w Lipine (obecne Lipiny, dzielnica Świętochłowic) w Republice Weimarskiej, z inicjatywy Alfonsa Maniury, który został jego pierwszym prezesem. We władzach znalazł się również m.in. wiceprezes i późniejszy kapitan związkowy ŚZPN oraz PZPN Feliks Dyrda. Pierwszy odnotowany w klubowych kronikach mecz drużyny miał miejsce 3 maja 1920, w którym Naprzód pokonał Polonię Bytom 4:1.
Nazwy klubu na przestrzeni lat:
- Naprzód Lipiny (III 1920–VIII 1939)
- TuS 1883 Lipine (IX 1939–1945)
- Naprzód Lipiny (1945–1949)
- Stal Lipiny (1949–1954)
- Naprzód Lipiny (1955–1965)
- Naprzód-Czarni Świętochłowice (1965–1969) – po fuzji Naprzodu Lipiny z Czarnymi Chropaczów
- GKS Świętochłowice (1969–1973)
- GKS Naprzód Świętochłowice (Lipiny) (1974–2000)
- ŚKS Naprzód Lipiny (Świętochłowice) (2000–dziś)

## Sukcesy
- Mistrzostwo polskiej części Górnego Śląska (x4): 1929, 1931, 1933, 1937
- II liga (12 sezonów): w latach 1949–1952 i 1955–1962
- 1/4 finału Pucharu Polski (x1): 1950/1951
- 1/2 finału Pucharu Niemiec (x1): 1942 (jako TuS Lipine)

## Znani piłkarze

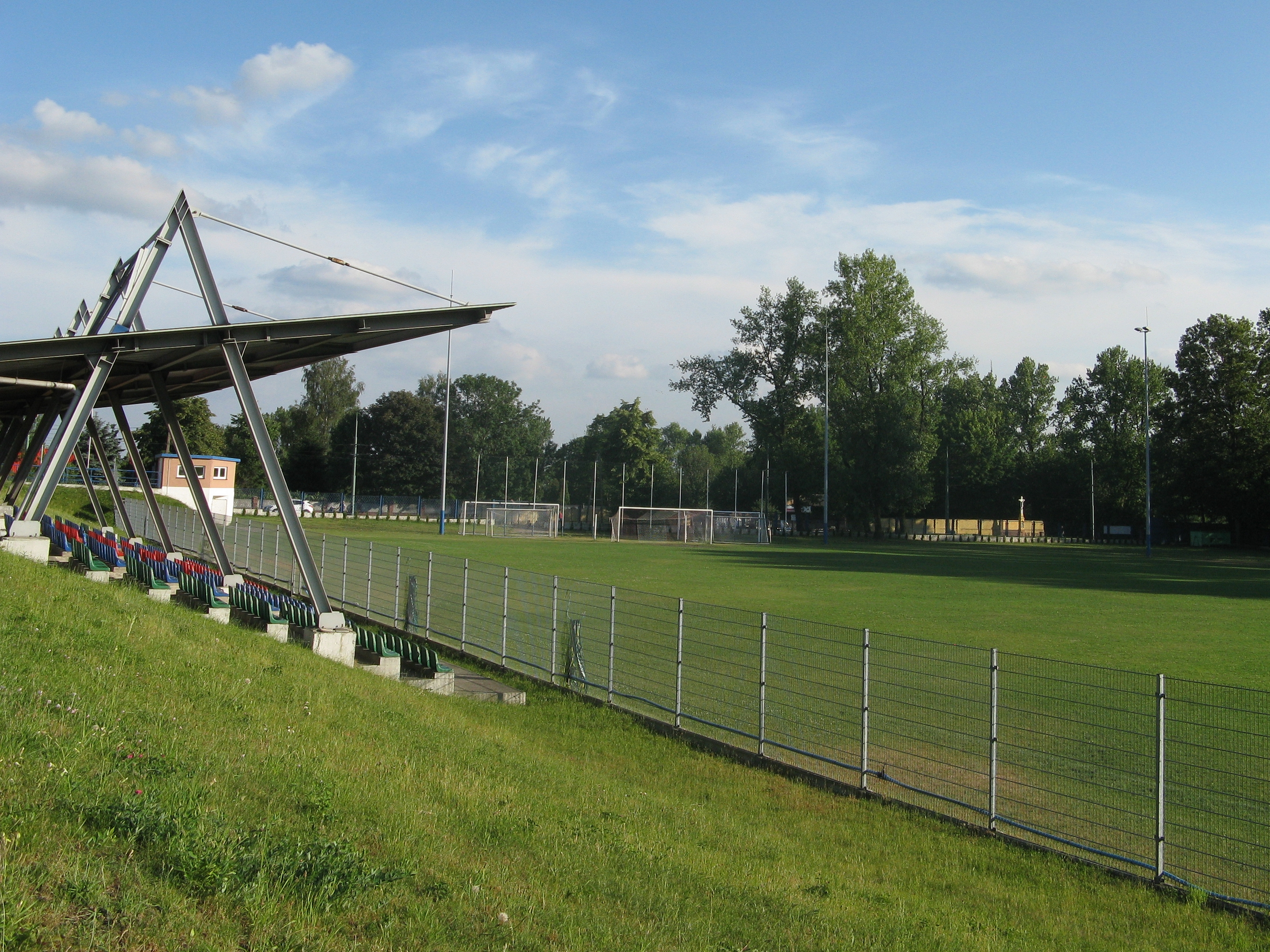
Stadion w 2018 r.

- Gerard Bittner – król strzelców II ligi z 1950 r.
- Gerard Brychcy – piłkarz i trener
- Józef Kasprzyk – król strzelców II ligi z 1956 r.
- Roman Kasprzyk - reprezentant Polski
- Józef Kokot – reprezentant Polski, król strzelców II ligi z 1953 r.
- Erwin Michalski – reprezentant Polski
- Rochus Nastula – król strzelców I ligi z 1929 r.
- Edward Olszówka – sześciokrotny mistrz Polski
- Ryszard Piec – reprezentant Polski, uczestniczył m.in. w IO 1936, MŚ 1938
- Wilhelm Piec – reprezentant Polski
- Antoni Piechniczek – reprezentant Polski i trener reprezentacji Polski